# Le Tampon
Le Tampon ist eine französische Gemeinde des Übersee-Départements Réunion mit 81.964 Einwohnern (Stand 1. Januar 2022).

## Geografie
Le Tampon liegt etwa südlich des Zentrums der Insel und ist eine der wenigen Gemeinden, welche keinen Zugang zur Küste haben. Sie liegt am Abhang der zentralen Ebene „Pleine des Cafres“ hinunter zur Küste bei Saint-Pierre. Die Siedlungsstruktur ist eher verstreut, vor allem entlang der Verbindungsstraße zum Norden von Réunion. Zahlreiche Ortsteile sind einfach mit Ordnungszahlen benannt, nach ihrer Kilometerentfernung von Saint-Pierre, wie beispielsweise Le Onzième („der Elfte“) oder Le Vingt-Troisième („der Dreiundzwanzigste“).

## Geschichte
Der Süden von Réunion ist seit dem 18. Jahrhundert besiedelt. Auf den Hängen wurden zunächst hauptsächlich die Parfümpflanzen Vetiver und Ylang-Ylang angebaut. Als eigenständige Gemeinde wurde Le Tampon im Jahr 1925 aus der Stadt Saint-Pierre ausgegliedert.

## Kultur und Sehenswürdigkeiten
Mit dem Maison du Volcan (Haus des Vulkans) liegt in der Gemeinde eines der meistbesuchten Museen der Insel, welches sich mit Vulkanismus allgemein und besonders mit dem Piton de la Fournaise beschäftigt.
Von Le Tampon aus führt außerdem die Straße hin zum Vulkan mit seinen Wanderwegen zu den verschiedenen Calderas und Kratern.

## Wirtschaft und Infrastruktur
Die Gemeinde lebt hauptsächlich vom Tourismus, insbesondere von den Besuchern des Vulkans. Daneben spielen in der Landwirtschaft weiterhin der Anbau von Zuckerrohr und die Viehzucht eine Rolle.

## Bevölkerungsentwicklung
| 1961   | 1967   | 1974   | 1981   | 1990   | 1999   | 2006   |
| ------ | ------ | ------ | ------ | ------ | ------ | ------ |
| 24.335 | 31.378 | 36.107 | 40.545 | 47.593 | 60.323 | 69.849 |

## Persönlichkeiten
- Pascal Chane-Teng (* 1971), römisch-katholischer Geistlicher, Bischof von Saint-Denis-de-La Réunion